# Chaetodon tinkeri
Chaetodon tinkeri là một loài cá biển thuộc chi Cá bướm (phân chi Roaops) trong họ Cá bướm. Loài này được mô tả lần đầu tiên vào năm 1980.

## Từ nguyên
Từ định danh tinkeri được đặt theo tên của Spencer Wilkie Tinker (1909 – 1999), Giám đốc Thủy cung Waikiki (Honolulu), người đã đưa mẫu định danh của loài cá này cho tác giả.

## Phạm vi phân bố và môi trường sống
C. tinkeri ban đầu được biết đến là loài đặc hữu của quần đảo Hawaii và đảo Johnston gần đó. Theo hải lưu, nhiều cá thể C. tinkeri lang thang đã đến được quần đảo Mariana ở phía tây, tuy nhiên những ghi nhận về sự xuất hiện của C. tinkeri tại quần đảo Marshall ở phía nam nhiều khả năng là nhầm lẫn với Chaetodon declivis.
C. tinkeri sống tập trung trên các rạn viền bờ ở độ sâu khoảng 27–183 m, thường thấy ở độ sâu hơn 40 m, nhưng cũng có thể được bắt gặp ở độ sâu nông đến 6 m.

## Mô tả
C. tinkeri có chiều dài cơ thể lớn nhất được ghi nhận là 18 cm. Loài này có hai màu, được ngăn cách bởi một đường chéo từ lưng trước xuống phía dưới thân sau: vùng thân trên có màu đen, còn vùng thân dưới chiếm phần lớn hơn, có màu trắng nhiều chấm đen. Đầu có một vệt vàng băng dọc qua mắt, một đốm vàng trên mõm. Vây lưng và nửa sau của vây hậu môn có màu đen, riêng vây lưng có dải trắng và vàng dọc theo phần rìa và nửa trước của vây hậu môn màu trắng. Vây đuôi màu vàng. Vây bụng trắng. Vây ngực trong suốt.
Số gai ở vây lưng: 13–14; Số tia vây ở vây lưng: 18–22; Số gai ở vây hậu môn: 3; Số tia vây ở vây hậu môn: 16–17; Số gai ở vây bụng: 1; Số tia vây ở vây bụng: 5.

## Phân loại học
C. tinkeri hầu như không khác biệt nhiều so với Chaetodon flavocoronatus, ngoại trừ việc C. tinkeri không có vệt vàng trên đỉnh đầu như C. flavocoronatus và dải vàng ở mắt của C. tinkeri nằm thẳng đứng (không xiên như C. flavocoronatus). C. flavocoronatus và Chaetodon burgessi có chung một đặc điểm là có một dải nằm trên đầu, nhưng dải này ở C. burgessi là màu đen.
Quần đảo Mariana không phải là phạm vi phân bố tự nhiên của cả C. tinkeri và C. burgessi, nhưng theo các hải lưu mà nhiều cá thể lang thang của hai loài đã được bắt gặp tại khu vực này, và nhiều khả năng C. flavocoronatus là con lai do mang kiểu hình trung gian giữa C. tinkeri và C. burgessi. Nếu đúng như vậy, việc cách ly sinh sản ở Mariana đã giúp C. flavocoronatus phát triển mạnh và trở thành một đơn vị phân loại hợp lệ.

## Lai tạp
Những cá thể mang đặc điểm hình thái trung gian giữa C. tinkeri với ba loài là C. burgessi, Chaetodon miliaris và Chaetodon quadrimaculatus đã được ghi nhận trong tự nhiên.

## Sinh thái học
Thức ăn của C. tinkeri bao gồm cua nhỏ, giun nhiều tơ và một số loài thủy sinh không xương sống khác. C. tinkeri có thể sống đơn độc hoặc kết đôi với nhau, đôi khi hợp thành từng nhóm nhỏ.

## Thương mại
C. tinkeri là loài đắt nhất trong số các loài Roaops có thể thu thập được. Một con C. tinkeri xuất khẩu có thể được bán với giá 250 USD do khó khăn trong việc thu thập chúng từ vùng nước sâu. Nhìn chung do giá thành cao mà C. tinkeri ít được xuất khẩu trong ngành kinh doanh cá cảnh.